# Walter Baldwin
Walter Smith Baldwin Jr. (* 2. Januar 1889 in Lima, Ohio; † 27. Januar 1977 in Santa Monica, Kalifornien) war ein US-amerikanischer Schauspieler.

## Leben und Karriere
Baldwin entstammte einer Familie von Theaterschauspielern, sein Vater leitete eine reisende Schauspielgruppe. Baldwin studierte Schauspiel an der American Academy of Dramatic Arts und spielte danach gleichfalls Theater. Seine Bühnenkarriere wurde von einem Dienst im Ersten Weltkrieg unterbrochen. Von 1917 bis 1938 spielte er am Broadway in mindestens 17 Produktionen, unter anderem als Reporter Bensinger in der Uraufführung von Ben Hechts und Charles MacArthurs Bühnenklassiker The Front Page und als Whit in einer erfolgreichen Bühnenadaption von John Steinbecks Von Mäusen und Menschen.
Der Regisseur Allan Dwan sah Baldwin auf der Bühne und verpflichtete ihn für eine Rolle in seinem Western Frontier Marshal (1939). Obgleich Baldwins Auftritt in der Postproduktion komplett aus dem Film geschnitten wurde, blieb er in Hollywood und etablierte sich als gefragter Nebendarsteller, wobei er besonders oft in Western auftrat. In der Regel gab er den grundsoliden, oft ländlich lebenden, mitunter engstirnigen Bürger – sei es als Farmer, Sheriff, Buchhalter, Ladeninhaber, Anwalt oder auch als Vater der Hauptfigur. Eine seiner bekanntesten Filmrollen hatte Baldwin als Vater des Soldaten, dem seine Hände amputiert wurden, in William Wylers oscarprämiertem Kriegsheimkehrerdrama Die besten Jahre unseres Lebens (1946). Wyler war offenbar von Baldwins Leistung so überzeugt, dass er ihn danach noch in zwei weiteren Filmen von sich besetzte, unter anderem als tragisch endenden Müllsammler in dem Thriller An einem Tag wie jeder andere (1955). Ab den 1950er-Jahren übernahm Baldwin auch eine Vielzahl an Fernsehrollen und hatte zwischen 1964 und 1970 eine wiederkehrende Nebenrolle als Großvater Miller in der Serie Petticoat Junction. Eine späte, sehr kleine Rolle für Baldwin war der Satanist Mr. Wees in Roman Polańskis Horrorklassiker Rosemaries Baby. Baldwins filmisches Schaffen zwischen 1936 und 1971 umfasst mehr als 160 Film- und Fernsehproduktionen.
Baldwin arbeitete zeitweise ebenfalls als Schauspiellehrer am Pasadena Playhouse. Der unverheiratete und kinderlose Schauspieler war bekennender Katholik und engagierte sich in verschiedenen sozialen Organisationen, etwa dem Amerikanischen Roten Kreuz und bei den Pfadfindern. Durch finanzielle Investments gut abgesichert, verlebte Baldwin einen komfortablen Lebensabend bis zu seinem Tod an einer Lungenentzündung im Januar 1977 im Alter von 88 Jahren.

## Filmografie (Auswahl)
- 1936: Peaceful Relations (Kurzfilm)
- 1939: Frontier Marshal (Szenen geschnitten)
- 1939: Dr. Kildare: Das Geheimnis (The Secret of Dr. Kildare)
- 1940: Angels Over Broadway
- 1940: Arizona
- 1941: The Devil Commands
- 1941: Der Teufel und Daniel Webster (The Devil and Daniel Webster)
- 1941: Miss Polly
- 1941: Sein letztes Kommando (They Died with Their Boots On)
- 1942: Kings Row
- 1942: Ich will mein Leben leben (In This Our Life)
- 1942: For Me and My Gal
- 1942: Tennessee Johnson
- 1943: A Stranger in Town
- 1943: Der Sheriff von Kansas (The Kansan)
- 1944: Als du Abschied nahmst (Since You Went Away)
- 1944: Louisiana Hayride
- 1944: Wilson
- 1944: Mit Büchse und Lasso (Tall in the Saddle)
- 1944: Das Zeichen des Whistler (The Mark of the Whistler)
- 1944: Modell wider Willen (Together Again)
- 1944: Ich werde dich wiedersehen (I’ll Be Seeing You)
- 1945: Eine Frau mit Unternehmungsgeist (Roughly Speaking)
- 1945: Die Macht des Whistler (The Power of the Whistler)
- 1945: Die tollkühnen Abenteuer des Captain Eddie (Captain Eddie)
- 1945: Weihnachten nach Maß (Christmas in Connecticut)
- 1945: Jahrmarkt der Liebe (State Fair)
- 1945: Das verlorene Wochenende (The Lost Weekend)
- 1945: Why Girls Leave Home
- 1946: Banditen ohne Maske (Abilene Town)
- 1946: Mutterherz (To Each His Own)
- 1946: Weißer Oleander (Dragonwyck)
- 1946: Die seltsame Liebe der Martha Ivers (The Strange Love of Martha Ivers)
- 1946: Schwester Kenny (Sister Kenny)
- 1946: Die perfekte Heirat (The Perfect Marriage)
- 1946: Die besten Jahre unseres Lebens (The Best Years of Our Lives)
- 1947: Abgekartetes Spiel (Framed)
- 1947: Die Unbesiegten (Unconquered)
- 1947: Der Unverdächtige (The Unsuspected)
- 1947: Trauer muss Elektra tragen (Mourning Becomes Electra)
- 1948: Der Rächer der Todesschlucht (Albuquerque)
- 1948: Winter Meeting
- 1948: Der Schrecken von Texas (Return of the Bad Men)
- 1948: Rachel und der Fremde (Rachel and the Stranger)
- 1948: Schrei der Großstadt (Cry of the City)
- 1948: Der Richter von Colorado (The Man from Colorado)
- 1949: Cisco, der Banditenschreck (The Gay Amigo)
- 1949: Rebellen der Steppe (Calamity Jane and Sam Bass)
- 1949: …und der Himmel lacht dazu (Les Sœurs casse-cou)
- 1949: Gefahr in Frisco (Thieves’ Highway)
- 1950: Im Dutzend billiger (Cheaper by the Dozen)
- 1950: Der geheimnisvolle Ehemann (The Jackpot)
- 1950: Die Gefangene des Ku-Klux-Klan (Storm Warning)
- 1950: Stella
- 1951: Gangster (The Racket)
- 1951: Im Sturm der Zeit (I Want You)
- 1952: Carrie
- 1953: Skandal um Patsy (Scandal at Scourie)
- 1953: Verwegene Gegner (Ride, Vaquero!)
- 1954: Villa mit 100 PS (The Long, Long Trailer)
- 1954: Der sympathische Hochstapler (Living It Up)
- 1954: Lassie (Fernsehserie, Folge 1x03 Das Fohlen)
- 1954: Destry räumt auf (Destry)
- 1955: Einer gegen alle (Stranger on Horseback)
- 1955: Unterbrochene Melodie (Interrupted Melody)
- 1955: An einem Tag wie jeder andere (The Desperate Hours)
- 1956: Glory
- 1956: Schmutziger Lorbeer (The Harder They Fall)
- 1956: Die erste Kugel trifft (The Fastest Gun Alive)
- 1956: Ohne Liebe geht es nicht (You Can’t Run Away from It)
- 1959: Lawman (Fernsehserie, 2 Folgen)
- 1960: The Andy Griffith Show (Fernsehserie, Folge 1x12)
- 1961: Lied des Rebellen (Wild in the Country)
- 1962: Hemingways Abenteuer eines jungen Mannes (Hemingway’s Adventures of a Young Man)
- 1963: The Dakotas (Fernsehserie, Folge 1x01)
- 1964: Cheyenne (Cheyenne Autumn)
- 1964–1970: Petticoat Junction (Fernsehserie, 9 Folgen)
- 1965: Auf der Flucht (The Fugitive, Fernsehserie, Folge 3x08)
- 1965/1966: Green Acres (Fernsehserie, 2 Folgen)
- 1967: Rauchende Colts (Gunsmoke, Fernsehserie, Folge 12x21)
- 1967: Mannix (Fernsehserie, Folge 1x09 Ein Mann gegen eine Stadt)
- 1968: Invasion von der Wega (The Invaders, Fernsehserie, Folge 2x18)
- 1968: Rosemaries Baby (Rosemary’s Baby)
- 1968: Lancer (Fernsehserie, 2 Folgen)
- 1969: Hail, Hero!
- 1971: Nanny und der Professor (Nanny and the Professor, Fernsehserie, Folge 3x15)